# Морсбронн-ле-Бен
Морсбронн-ле-Бен (фр. Morsbronn-les-Bains) — коммуна на северо-востоке Франции в регионе Гранд-Эст (бывший Эльзас — Шампань — Арденны — Лотарингия), департамент Нижний Рейн, округ Агно-Висамбур, кантон Рейшсоффен.
Площадь коммуны — 6,87 км², население — 567 человек (2006) с тенденцией к росту: 723 человека (2013), плотность населения — 105,2 чел/км².

## Население
Население коммуны в 2011 году составляло 728 человек, в 2012 году — 742 человека, а в 2013-м — 723 человека.
| 1962 | 1968 | 1975 | 1982 | 1990 | 1999 | 2006 | 2008 | 2011 | 2012 | 2013 |
| ---- | ---- | ---- | ---- | ---- | ---- | ---- | ---- | ---- | ---- | ---- |
| 511  | 514  | 541  | 540  | 585  | 522  | 567  | 614  | 728  | 742  | 723  |

Динамика населения:

## Экономика
В 2010 году из 426 человек трудоспособного возраста (от 15 до 64 лет) 313 были экономически активными, 113 — неактивными (показатель активности 73,5 %, в 1999 году — 68,6 %). Из 313 активных трудоспособных жителей работали 293 человека (159 мужчин и 134 женщины), 20 числились безработными (12 мужчин и 8 женщин). Среди 113 трудоспособных неактивных граждан 17 были учениками либо студентами, 38 — пенсионерами, а ещё 58 — были неактивны в силу других причин.